# Heteromysis quadrispinosa
Heteromysis quadrispinosa är en kräftdjursart som beskrevs av Murano 1988. Heteromysis quadrispinosa ingår i släktet Heteromysis och familjen Mysidae. Inga underarter finns listade i Catalogue of Life.